# Otoskleroza
Otoskleroza je progresivna degenerativna bolest sljepoočne kosti (lat. os temporale) koja može dovesti do gubitka sluha.  
Uzork bolesti nije još u potpunosti razjašnjen. Zna se da se bolest pojavljuje češće kod nekih obitelji i da je češći u žena.
U gotovo svim slučajevima otoskleroze nalazimo kronični provedbeni gubitak sluha. Uz nagluhost javlja se obično i tinitus.
Liječenja samog uzroka bolesti ne postoji. U liječenju ovog stanja koriste se slušna pomagala ili se bolesnik podvrgava operativnom zahvatu (stapedektomija).
|  | Molimo pročitajte upozorenje o korištenju medicinskih informacija. Ne provodite liječenje bez savjetovanja s liječnikom! |